# График
 Тази статия е за средството за планиране.  За вида художник вижте Графика (изобразително изкуство).  
Графикът е средство за планиране, което представлява списък със задачи, събития или действия и очакванато време, по което ще се състоят. В управлението на проекти се използват и по-сложни форми, уточняващи взаимните зависимости между извършването на определени работи, например мрежови графици. Графиците може да се използват в рамките на дадена организация или да са публични, като разписанията на обществения транспорт или програмите на телевизиите.